# Maxitúnel Interurbano Acapulco
El Maxitúnel Interurbano Acapulco o comúnmente llamado Maxitúnel de Acapulco es un túnel que conecta a la ciudad de Acapulco con la Autopista del Sol, siendo actualmente el segundo túnel más grande de México solamente por detrás de la Escénica Alterna, proyecto de gran envergadura a nivel mundial.

## Historia
La obra fue solicitada por la Secretaría de Comunicaciones y Transportes y se empezó formalmente en agosto de 1994, por la empresa GIT, formada por Grupo Mexicano de Desarrollo, Ingenieros Civiles Asociados (ICA) y Triturados Basálticos y Derivados, ICA inició la construcción del tramo en donde se ubica el Maxitúnel Interurbano Acapulco. Se trabajó simultáneamente en dos frentes de Farallón y Las Cruces. El 26 de noviembre de 1996 se inauguró la obra.
Aun queda pendiente de construcción el segundo cuerpo del Túnel que comprenderia el sentido de Regreso a la Ciudad de México. sin embargo por cuestiones geológicas así como divergencias entre vecinos de las zonas afectadas han pospuesto la construcción del segundo cuerpo de manera indefinida.

## Descripción
El túnel interurbano tiene una longitud de 2,953 m por una altura de 9.60 m y un ancho de 13.60 m. Conecta con la Autopista del
Sol, reduciendo 25 minutos el tiempo de viaje de Acapulco a la Ciudad de México.
Entre la tecnología con que cuenta está:
- Sistema de cobro con tarjeta electrónica de lectura óptica.
- Sensores metálicos para el control de peajes en casetas.
- Circuito cerrado de televisión para el monitoreo del usuario desde su entrada hasta su salida.
- Control de ventilación.
- Control de iluminación.
- Equipo de emergencias.
- Teléfonos.
- Herramientas contra incendios.
- Equipo de rescate.
- Señalamiento dinámico.

### Costo
$170 pesos para foráneos y $48 para residentes.